# جزبل سیاه
جزبل سیاه گونه‌ای پروانه است که در تیره کاهی‌بالان و سرده هاشوربالان قرار دارد. پهنای بال آن به ۴۰ میلی‌متر می‌رسد. استرالیا، کوئینزلند، نیو ساوت ولز و ویکتوریا (استرالیا) زیستگاه این حشره است.

## نگارخانه

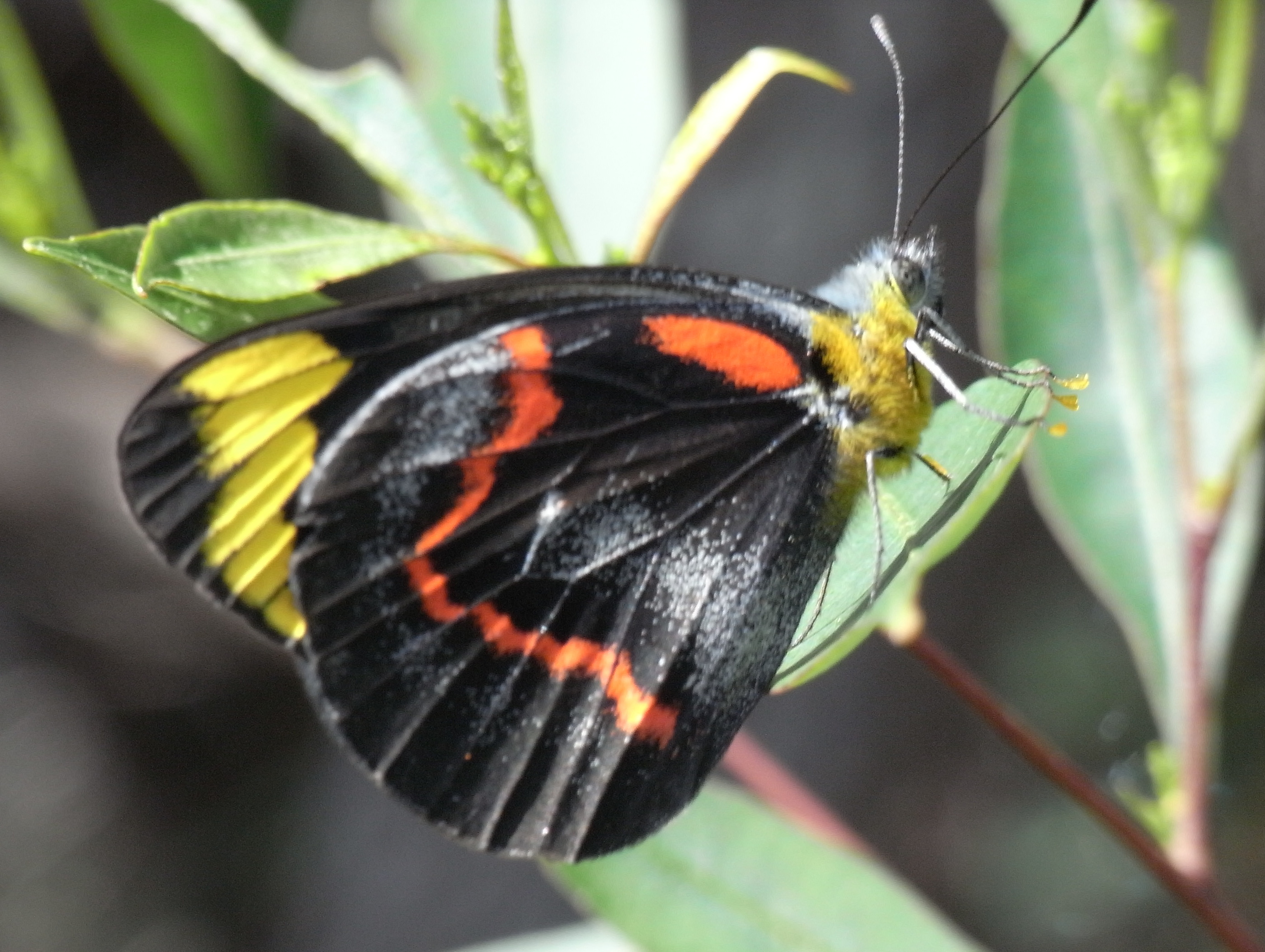
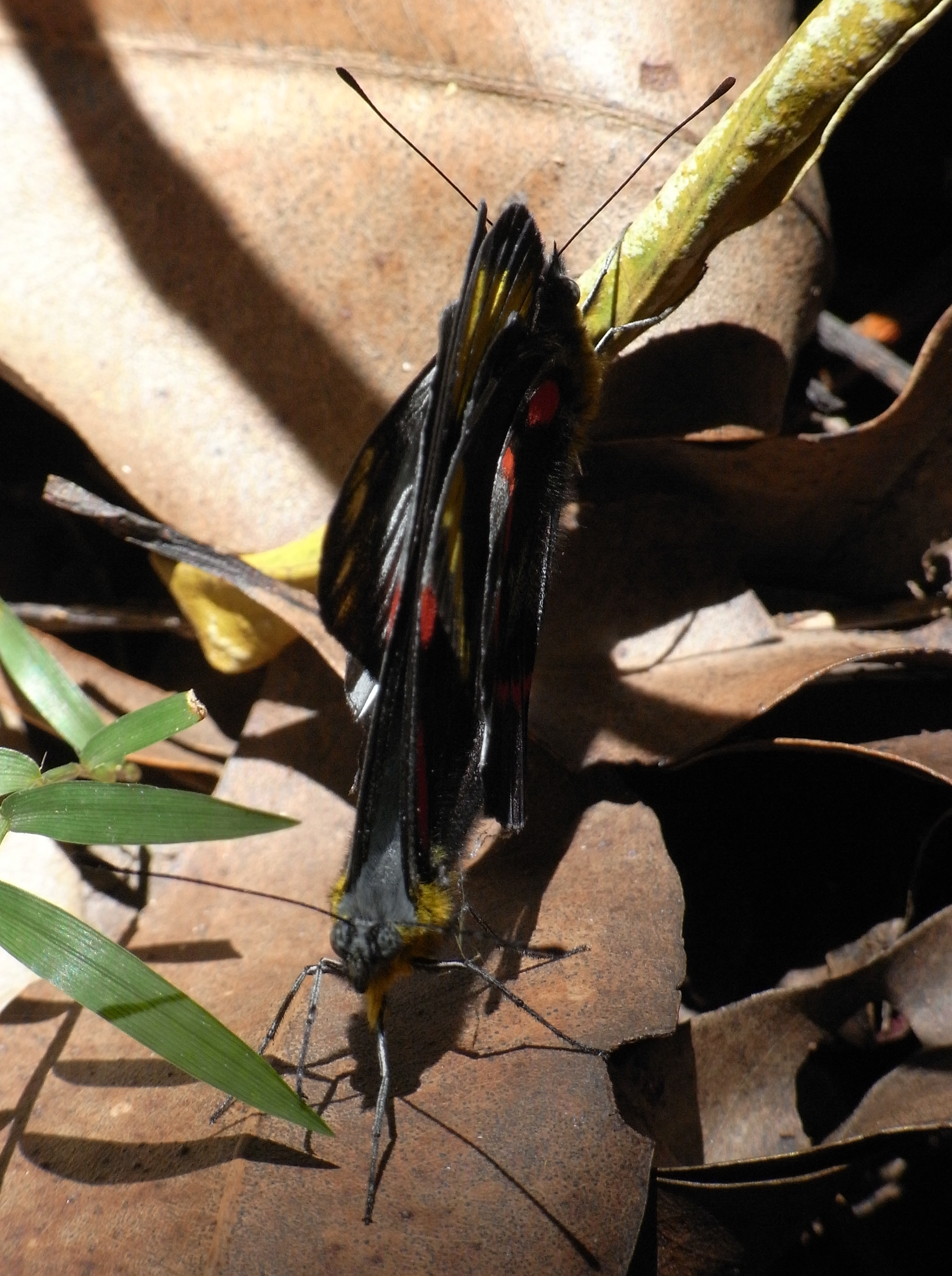
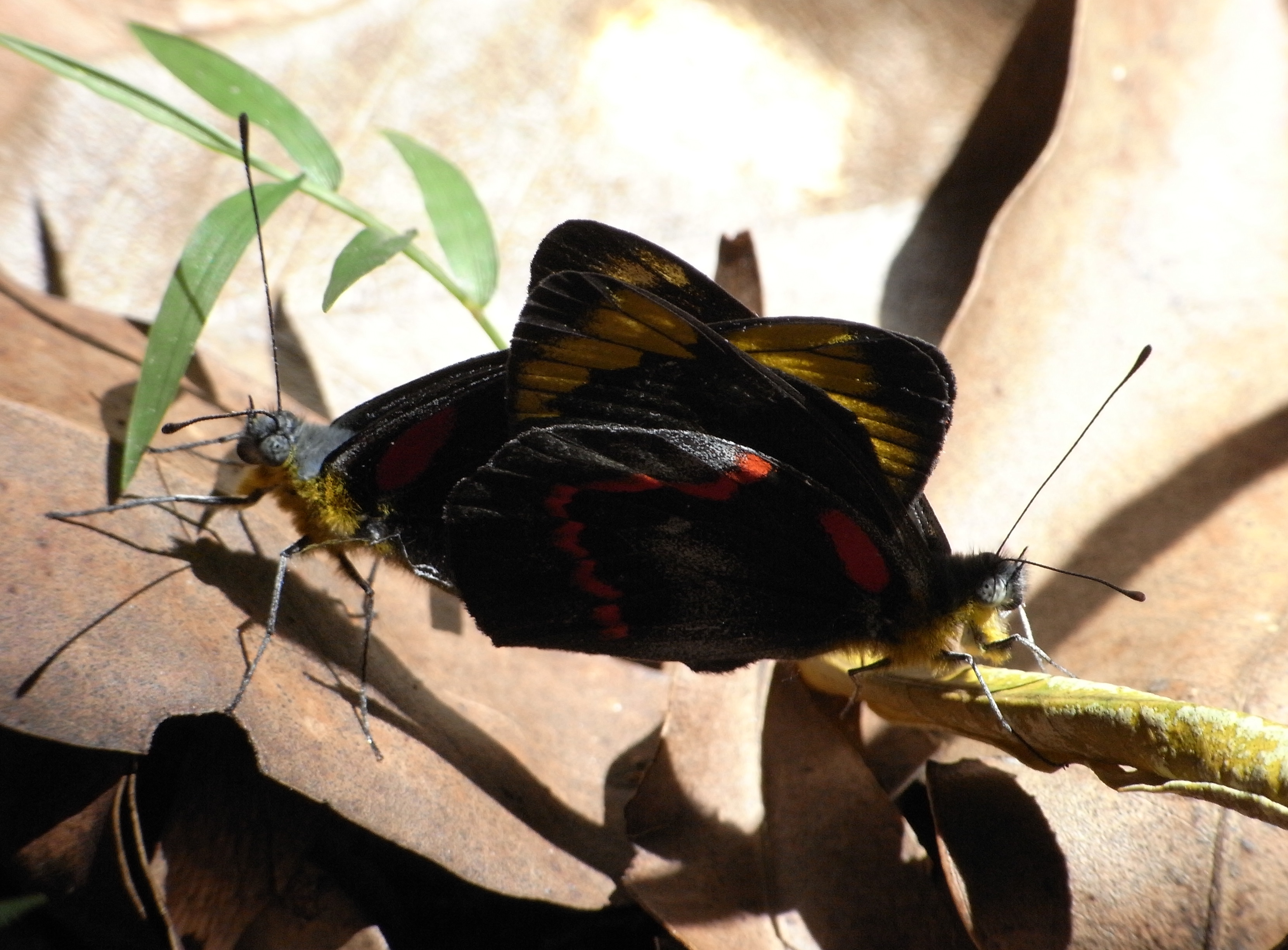